# (28426) Sangani
(28426) Sangani est un astéroïde de la ceinture principale d'astéroïdes.

## Description
(28426) Sangani est un astéroïde de la ceinture principale d'astéroïdes. Il fut découvert le 6 décembre 1999 à Socorro (Nouveau-Mexique) par le projet LINEAR. Il présente une orbite caractérisée par un demi-grand axe de 2,70 UA, une excentricité de 0,01 et une inclinaison de 3,5° par rapport à l'écliptique.

## Compléments